# پری‌سا (فیلم)
پریسا فیلمی ایرانی در ژانر اجتماعی به کارگردانی محمدرضا رحمانی و تهیه کنندگی سعید سعدی محصول سال ۱۳۹۶ با بازیگری عباس غزالی، حمید گودرزی، بهاره افشاری، ترلان پروانه و.. است. این فیلم اثری با مضمون اسیدپاشی و عواقب آن بر روح و جسم مجرم و قربانی است که قبلاً نیز نمونهٔ آن در سینمای ایران با (لانتوری) رضا درمیشیان و (این زن حرف نمی‌زند) احمد امینی دیده شده‌است.

## خلاصه داستان
پریسا دختر جوانی است که به خاطر ظاهر جذابش به عنوان مدل برای معرفی برندهای لوازم آرایشی و بهداشتی مورد استفاده قرار می‌گیرد. اما فرد ناشناسی ناغافل بر روی صورتش اسید پاشیده و متأسفانه پری سا زیبایی اش را از دست می‌دهد. پلیس به چندین نفر مظنون شده و شروع به تحقیقات می‌کند.

## بازیگران
- عباس غزالی
- حمید گودرزی
- بهاره افشاری
- ترلان پروانه
- شقایق فراهانی
- مارال فرجاد
- صحرا اسدالهی
- حسین باشه آهنگر
- علیرضا زمانی
- تورج فرامرزیان
- فاطیما بهارمست
- فرخنده فرمانی زاده
- فربد قاسم